# باشگاه فوتبال فرم
فرم (Fram Reykjavík) یکی از باشگاه‌های ورزشی معروف ریکیاویک پایتخت ایسلند می‌باشد . این باشگاه در اول مه ۱۹۰۸ میلادی تأسیس گردید. شناخته شده‌ترین تیم‌های ورزشی این باشگاه تیم‌های فوتبال و بسکتبال آن است. تیم فوتبال این باشگاه در بالاترین سطح فوتبال کشور فعالیت دارد ، اما تیم بسکتبال در سومین رده کشور مشغول به فعالیت می‌باشد .
علاوه بر این ، رشته هندبال نیز در این باشگاه از اقبال ویژه ای برخوردار است به طوری که تیم هندبال این باشگاه در سال ۲۰۰۶ موفق به کسب مقام قهرمانی کشور شد.
رشته های ورزشی دیگری نیز تحت پوشش این باشگاه ورزشی قرار دارند ، مثل اسکی و تکواندو.